# Росс-Бридж (Тасмания)
Росс-Бридж (англ. Ross Bridge) — исторический мост на востоке центральной части острова Тасмания (Австралия), пересекающий реку Маккуори (Macquarie River) и находящийся в небольшом городе Росс, расположенном примерно в 120 км севернее Хобарта и в 80 км юго-восточнее Лонсестона. 

## География

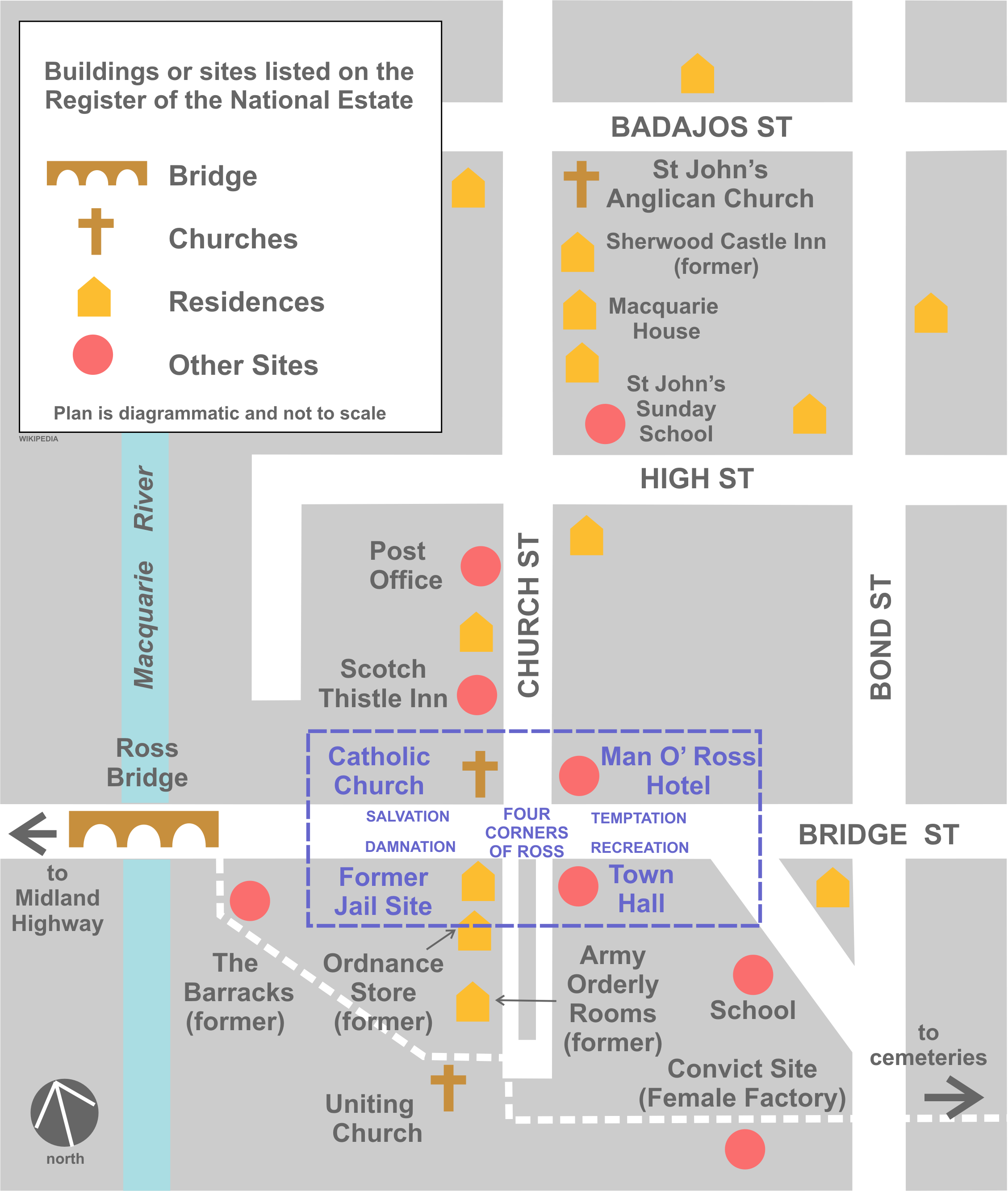
Мост Росс-Бридж на карте-схеме Росса

Через мост Росс-Бридж проходит дорога, связывающая центральную часть города Росс, расположенную на востоке от моста, с автомобильной дорогой  Мидленд Хайвей (Midland Highway), соединяющей столицу штата Тасмания Хобарт с Лонсестоном — вторым по величине городом Тасмании, находящимся недалеко от северного побережья острова. Расстояние от Мидленд Хайвей до моста Росс-Бридж — примерно 1 км.
Мост Росс-Бридж пересекает реку Маккуори в её среднем течении, где она течёт с юга на север. Река Маккуори является притоком реки Саут-Эск, которая у Лонсестона впадает в эстуарий Теймар, соединяющийся с Бассовым проливом.

## История
Росс-Бридж — третий по возрасту из самых старых мостов Австралии, сохранившихся до сих пор. Его строительство началось в 1830 году, а завершилось в 1836 году. Практически полностью он был построен с использованием труда заключённых.
Строительство моста было начато по указанию Джорджа Артура, который был лейтенант-губернатором Земли Ван-Димена (ныне Тасмании) в 1823—1837 годах. Проект моста был выполнен архитектором ирландского происхождения Джоном Ли Арчером (John Lee Archer, 1791–1852). Фактически строительством моста руководили двое искусных каменщиков из числа заключённых — Дэниел Херберт (Daniel Herbert) и Джеймс Колбек (James Colbeck).
Строительство моста было закончено 14 июля 1836 года, а официально он был открыт Джорджем Артуром 21 октября 1836 года.

## Ссылки

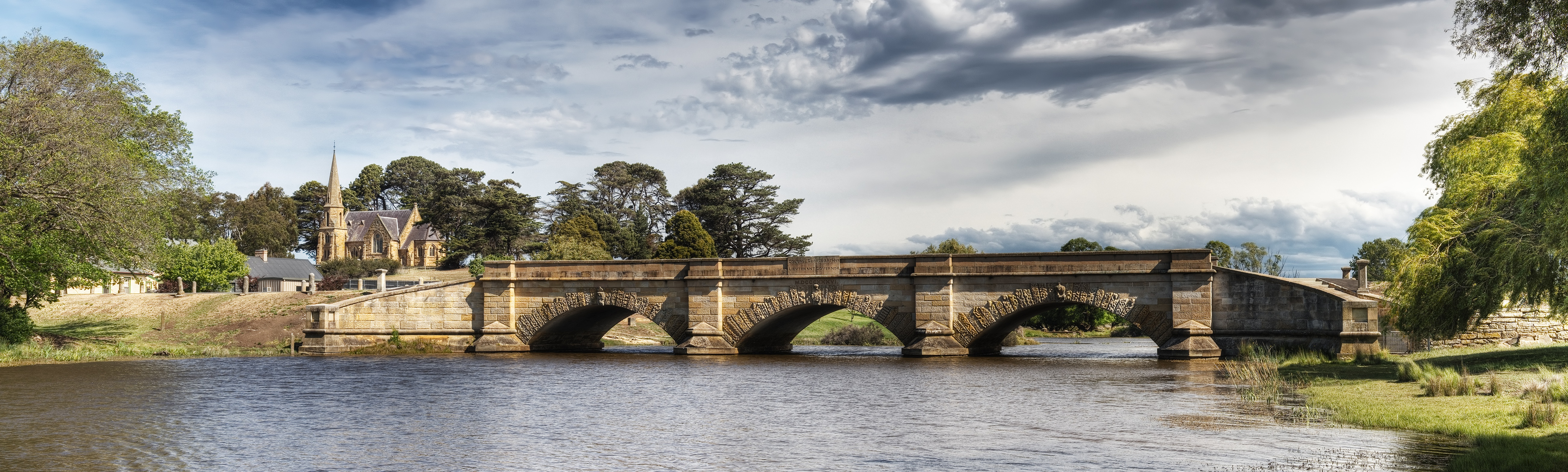
Панорама моста Росс-Бридж